# بليحاء رمادية
البليحاء الرمادية (باللاتينية: Reseda glauca) نوع نباتي من جنس البليحاء.

## الموئل والانتشار
موطنها فرنسا وإسبانيا.

## الوصف النباتي
نبات عشبي.